# Electrocentrale Deva
Electrocentrale Deva este o companie producătoare de energie electrică și termoficare, aflată în proprietatea Termoelectrica.
Compania deține o putere instalată de 1.285 MW în 5 grupuri de condensație de 210 MW fiecare și un grup de 235 MW, alimentate cu cazane de abur.
Combustibilul principal utilizat este huila din Valea Jiului, cu putere calorifică medie de 15,39 MJ/kg. Cărbunele este transportat pe calea ferată. Combustibili auxiliari, întrebuințați la porniri și pentru stabilizarea flăcării sunt gazele naturale și păcura.
Energia electrică este transportată în sistemul energetic național într-o stație de interconexiune - Mintia.
Centrala a fost pusă în funcțiune în 3 etape: 1969 - 1971 (4 centrale de câte 210 MW), 1977 - a cincea centrală și în 1980 - grupul 6.
Producția pe ani, în TWh:
| Anul | 2008 | 2007 | 2006 | 2005 | 2004 | 2003 | 2002 |
| ---- | ---- | ---- | ---- | ---- | ---- | ---- | ---- |
| TWh  | 3,8  | 4,1  | 3,6  | 3,5  | 3,6  | 4,2  | 3,9  |

Număr de angajați în 2007: 1.900

## Aspecte ecologice
Electrocentrale Deva este între cele mai poluante 4 centrale energetice din România, contribuind la poluarea din Europa.